# Lauffen am Neckar
Lauffen am Neckar är en stad i Landkreis Heilbronn i regionen Heilbronn-Franken i Regierungsbezirk Stuttgart i förbundslandet Baden-Württemberg i Tyskland.
Staden ingår i kommunalförbundet Lauffen am Neckar tillsammans med kommunerna Neckarwestheim och Nordheim.